# مادر و من و مادر
«مادر و من و مادر» (انگلیسی: Mom & Me & Mom) یک کتاب از مایا آنجلو است که توسط راندوم هاوس منتشر شد. این کتاب هفتمین و در حقیقت آخرین مجلد از مجموعهٔ ۷ جلدی خودزندگی‌نامهٔ نویسنده می‌باشد که عمدهٔ شهرتش را به واسطهٔ همین مجموعه به دست آورده‌است. کتاب، در مدت کوتاهی قبل از روز مادر و سالگرد ۸۵ سالگی نویسنده منتشر گردید. تمرکز اصلی کتاب که برای اولین مرتبه در کتاب‌های آنجلو به وقوع پیوسته، در ارتباط با رابطهٔ نویسنده و مادرش ویویان باکستر است. کتاب مادر و من و مادر، به تشریح رفتار و منش باکستر می‌پردازد و توضیح می‌دهد که چگونه فرزندانش، مایا و برادر بزرگترش را هنگامی که نوجوان بودند رها می‌کند. کتاب مملو از وقایعی است که صورت پذیرفته از زندگی واقعی خود آنجلو است. وقایع مرتبط با تجدید دیدار و مصالحهٔ نویسنده با مادرش هم در کتاب ذکر گردیده.
مادر و من و مادر، یک بازبینی جامع از زندگی مایا آنجلو است و بسیاری از داستان‌های مشابهی که در کتاب‌های قبلی به آنها اشاره شده، نقل‌قولی هم در اینجا یافته. بخش اول تحت عنوان مادر و من می‌باشد که به روزهای قبل از ۱۷ سالگی مایا اشاره دارد.

## نگارخانه

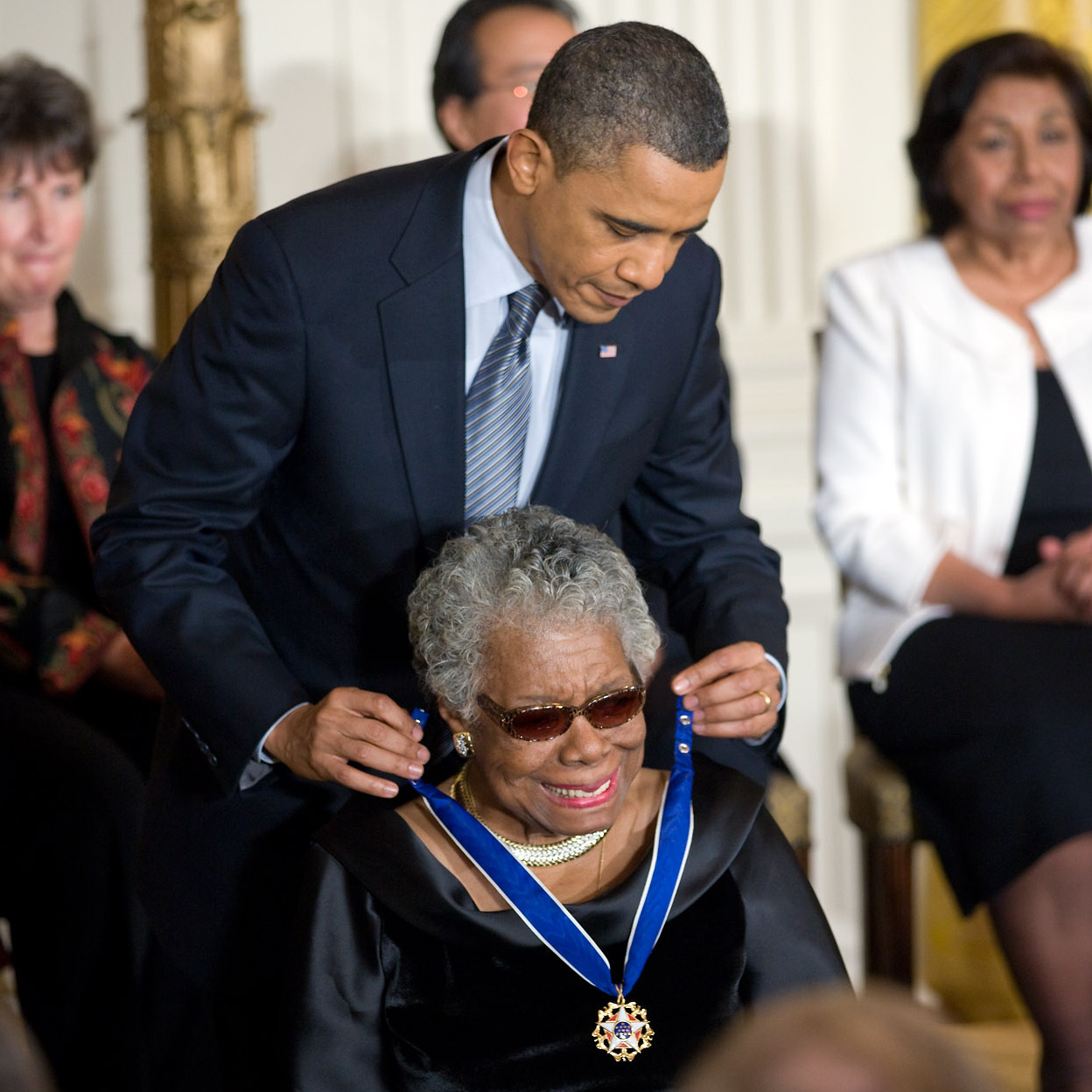
باراک اوباما در حال اهدای نشان افتخار آزادی رئیس‌جمهوری  به مایا در سال ۲۰۱۱